# 岩手県道227号田代平西根線
岩手県道227号田代平西根線（いわてけんどう227ごうたしろたいにしねせん）は、岩手県八幡平市を通る一般県道である。

## 概要
八幡平市中心部・平舘地区と観光名所・七時雨山温泉を結ぶ路線である。
起点の県道30号、終点の県道17号ではいずれも当路線のほうが直進して連続する形となっており、平舘地区と繋沢地区を結ぶ道路としての性格が強い。また市町村合併で八幡平市制が施行されたことに伴う路線名は変更されていない。
途中西根団地までは岩手県北バス八幡平営業所の路線バスが運行されている。西根団地以北は人家がなくなり、県道30号と共に冬期閉鎖となる。

### 路線データ
- 起点：八幡平市西根寺田（岩手県道30号葛巻日影線交点）
- 終点：八幡平市西根寺田（岩手県道17号岩手平舘線交点）

## 地理

### 通過する自治体
- 八幡平市

### 交差する道路
- 岩手県道30号葛巻日影線（起点）
- 岩手広域農道（八幡平市西根寺田字伊ヶ沢）
- 岩手県道17号岩手平舘線（終点）